# Liberté chérie (album)
Pour les articles homonymes, voir Liberté chérie.
Albums de Calogero
Live 2015
(2015) Centre ville
(2020)
Singles
1. Je joue de la musique
Sortie : 28 avril 2017
2. On se sait par cœur
Sortie : 21 juillet 2017
3. Fondamental
Sortie : 18 août 2017
4. Voler de nuit
Sortie : 15 janvier 2018
5. 1987
Sortie : 4 juin 2018

Liberté chérie est le septième album de Calogero sorti le 25 août 2017. En sont extraits les singles Je joue de la musique, suivi de On se sait par cœur puis de Fondamental. Il a été enregistré dans les studios Abbey Road à Londres.
L'album est bien accueilli par la critique. 
Calogero une nouvelle fois s'entoure de sa femme, Marie Bastide, pour écrire ses textes, comme Je joue de la musique et Le Vélo d'hiver. Paul École a écrit 1987 et Fondamental, par exemple. Calogero souhaitait un album plus dansant, comme il l'a annoncé dans l'émission de David Ginola Les 50 chansons préférées des Français.

## Liste des titres
| No  | Titre                    | Paroles                  | Musique                    | Durée |
| --- | ------------------------ | ------------------------ | -------------------------- | ----- |
| 1.  | Voler de nuit            | Paul École               | Calogero                   | 5:15  |
| 2.  | Je joue de la musique    | Marie Bastide - Calogero | Calogero                   | 4:00  |
| 3.  | 1987                     | Paul École               | Calogero                   | 3:46  |
| 4.  | Julie                    | Paul École               | Calogero                   | 3:51  |
| 5.  | Fondamental              | Paul École               | Gioacchino - Calogero      | 3:01  |
| 6.  | À perte de vue           | Paul École               | Calogero                   | 4:05  |
| 7.  | On se sait par cœur      | Pierre Riess             | Calogero                   | 3:49  |
| 8.  | Premier pas sous la lune | Paul École               | Gioacchino - Calogero      | 3:48  |
| 9.  | Comment font-ils ?       | Marie Bastide            | Calogero                   | 3:29  |
| 10. | Le baiser sans prénom    | Paul École               | Calogero                   | 3:59  |
| 11. | Liberté chérie           | Marie Bastide            | Calogero                   | 3:24  |
| 12. | Ma maison                | Paul École               | Florent Marchet - Calogero | 3:07  |
| 13. | Le Vélo d'hiver          | Marie Bastide            | Calogero                   | 5:00  |

## Clips vidéos
- Je joue de la musique : 7 juin 2017
- Fondamental : 11 septembre 2017
- Voler de nuit : 22 février 2018
- 1987 : 7 septembre 2018

## Musiciens
- Calogero : Basse, guitare acoustique, claviers, guitare wah-wah, synthé, programmations, chœurs, piano, synthé-basse, mellotron, guitare électrique.
- Percussion : Christophe Dubois
- Guitare électrique, guitare acoustique, programmations : Jan Pham Huu Tri
- Batterie : Jeremy Stacey
- Piano : Johan Dalgaard (titre 1,8), Cyrille Nobilet (titre 4,6,8,9,13)
- Clavier : Cyrille Nobilet
- Violoncelle : Elsa Fourlon (titre 12)
- Florent Marchet : Piano, clavecin, clavier, guitare (titre 10)/Piano, mellotron, clavier, chœurs (titre 10)[pas clair]
- Philippe Uminski : guitares (titre 4)

## Réception
L'opus débute en tête du top album en France avec 57 200 exemplaires vendus. Au bout de 2 mois d'exploitation, il est certifié double disque de platine équivalent à 200 000 unités. Début 2021, l'album est certifié disque de diamant.

## Classements
| Pays                           | Meilleure position | Entrée             | Sortie            |
| ------------------------------ | ------------------ | ------------------ | ----------------- |
| France (SNEP)                  | 1                  | 1er septembre 2017 | -                 |
| Belgique (Wallonie - Ultratop) | 1                  | 2 septembre 2017   | -                 |
| Belgique (Flandre - Ultratop)  | 51                 | 2 septembre 2017   | 23 septembre 2017 |
| Suisse (Schweizer Hitparade)   | 8                  | -                  | -                 |